# 无柄纸叶榕
无柄纸叶榕（学名：Ficus chartacea var. torulosa）为桑科榕属下的一个变种。

## 扩展阅读
- 維基物種上的相關：无柄纸叶榕